# Czarni Słupsk
O Stowarzyszenie Słupskiej Koszykówki Czarni Słupsk, conhecido simplesmente por Czarni Słupsk, foi um clube profissional de Basquetebol localizado em Słupsk, Polónia que disputava a Liga Polonesa (PLK). Mandava seus jogos na Hala Gryfia com capacidade para 2.500 pessoas. 

## Histórico de temporadas
| Temporada | Nível | Liga   | Pos. | V/D   | PL       | Resultado         | Copa da Polônia   | Supercopa | Competições europeias | Competições europeias |
| --------- | ----- | ------ | ---- | ----- | -------- | ----------------- | ----------------- | --------- | --------------------- | --------------------- |
| 2004-05   | 1     | PLK    | 9    | 8-14  |          |                   | Finalista         |           |                       |                       |
| 2005-06   | 1     | PLK    | 4    | 16-10 | 3-4      | Semifinais        | Semifinais        |           |                       |                       |
| 2006-07   | 1     | PLK    | 5    | 16-10 | 1-2      | Quartas de finais |                   |           |                       |                       |
| 2007-08   | 1     | PLK    | 10   | 9-15  |          |                   |                   |           |                       |                       |
| 2008-09   | 1     | PLK    | 6    | 16-10 | 7-6      | Semifinais        |                   |           | 3 EuroChallenge TR    | 3 EuroChallenge TR    |
| 2009-10   | 1     | PLK    | 8    | 12-14 | 2-3      | Quartas de finais |                   |           |                       |                       |
| 2010-11   | 1     | PLK    | 4    | 14-8  | 4-5      | Semifinais        |                   |           |                       |                       |
| 2011-12   | 1     | PLK    | 5    | 20-14 | 2-3      | Quartas de finais |                   |           |                       |                       |
| 2012-13   | 1     | PLK    | 6    | 16-16 | 2-3      | Quartas de finais |                   |           |                       |                       |
| 2013-14   | 1     | PLK    | 5    | 12-10 | 2-3      | Quartas de finais |                   |           |                       |                       |
| 2014-15   | 1     | PLK    | 4    | 21-9  | 4-3      | Semifinais        | Semifinais        |           |                       |                       |
| 2015-16   | 1     | PLK    | 5    | 23-9  | 3-4      | Semifinais        | Semifinais        |           |                       |                       |
| 2016–17   | 1     | PLK    | 8    | 19-13 | 3-5      | Semifinais        |                   |           |                       |                       |
| 2017–18   | 1     | PLK    | 17   | 5-27  |          | Rebaixado         |                   |           |                       |                       |
| 2018–19   | 2     | I Liga | 4    | 18-12 | 5-4      | Semifinais        |                   |           |                       |                       |
| 2019–20   | 2     | I Liga | 2    | 16-8  | Covid-19 | Covid-19          |                   |           |                       |                       |
| 2020–21   | 2     | I Liga | 1    | 26-4  | 9-3      | Promovidocampeão  |                   |           |                       |                       |
| 2021–22   | 1     | PLK    | 1    | 23-7  | 5-4      | Semifinais        | Quartas de finais |           |                       |                       |
| 2022–23   | 1     | PLK    | 6    | 17-13 | 0-3      | Quartas de finais |                   |           |                       |                       |
| 2023–24   | 1     | PLK    | 11   | 14-16 |          |                   | Quartas de finais |           |                       |                       |
| 2024–25   | 1     | PLK    | 6    | 17-13 | 2-3      | Quartas de finais |                   |           |                       |                       |
| 2025-26   | 1     | PLK    |      |       |          |                   |                   |           |                       |                       |

fonte:eurobasket.com

## Títulos
Copa da Polônia
- Finalista (1):2005

## Artigos relacionados
- Liga Polonesa de Basquetebol
- Seleção Polonesa de Basquetebol